# Xiangshuiosteus wui
Xiangshuiosteus wui — вид панцирних риб ряду Артродіри (Arthrodira). Вид існував у девонському періоді. Скам'янілі рештки знайдені у відкладеннях формування Юченг поблизу міста Вудінг у провінції Юньнань у Китаї.